# Innsbruck (Meteorit)
Koordinaten: 47° 16′ 2″ N, 11° 23′ 34″ O
Der Meteorit „Innsbruck“ ist ein derzeit (Stand 26. Mai 2025) noch seitens des Lunar And Planetary Institute (LPI) unbestätigter, von der Universität Innsbruck (UIbk) aber bereits anerkannter Eisenmeteorit mit einer Masse von ca. 4 kg, der nach Angaben des anonymen Finders von ihm in einem Bachlauf nahe Innsbruck (Tirol) gefunden wurde.

## Fundgeschichte und Beschreibung
Wie im Mai 2021 bekannt wurde, hat die Universität Innsbruck (UIbk) einen Eisenmeteorit mit einer Masse von ca. 4 kg bestätigt, der von einem anonymen Finder in der Umgebung von Innsbruck in einem Bach gefunden wurde, wo er im Sonnenlicht glänzte. Er wäre damit der erste in Österreich gefundene Eisenmeteorit, konkurriert nur mit dem 2024 in Guttenbrunn bei Hirschbach im Mühlkreis gefundenen Eisenmeteorit Hirschbach – beide sind derzeit (Stand 26. Mai 2025) vom Lunar And Planetary Institute (LPI) noch nicht offiziell bestätigt.
Auch in der Mineralien-Datenbank MinDat des Hudson Institute of Mineralogy gibt es mit diesem Stand noch keinen Eintrag.
Der Finder hatte den Meteorit Ende April 2021 dem Institut für Mineralogie und Petrographie der UIbk zur Analyse gegeben, diese sollen dort von Jürgen Konzett vorgenommen werden.
Das als rundlich und metallisch glänzend beschriebene Objekt lässt bereits durch seine Oberflächenstruktur seine meteoritische Natur erkennen.
Zunächst wurden in einem Ätzversuch mit Salpetersäure die sogenannte Widmanstätten-Struktur an diesem Stück sichtbar gemacht. Die rautenförmigen Figuren aus den Mineralien Taenit (γ-(Fe,Ni), auch Bandeisen genannt) und Kamacit (α-(Fe,Ni), auch Balkeneisen genannt) sind ein typisches und kennzeichnendes Merkmal für Eisenmeteoriten der Oktaedriten-Gruppe, können allerdings auch bei manchen Steinmeteoriten zu sehen sein.
Denn die dafür nötige Entmischung der beiden Eisen-Nickel-Legierungen kann nur durch eine sehr langsame Abkühlung über Jahrmillionen entstehen, wie sie beispielsweise im Inneren von Asteroiden stattfindet.
Es wird daher angenommen, dass er vor sehr langer Zeit entstand und etwa das Alter unseres Sonnensystems (4,55 Milliarden Jahre) hat.
Für eine endgültige Bestimmung durch mikrochemische und spektroskopische Analysen (z. B. per Mikro-Röntgenfluoreszenz) wurde eine Probe des Meteoriten entnommen. Erst dann und mit bekannten prozentualen Anteilen etwa der Metalle Eisen, Nickel und Kobalt, sowie der Spurenelementen wie Gallium (Ga), Germanium (Ge) und Iridium (Ir) ist eine endgültige Klassifizierung und Aussage über seine Herkunft möglich.
Unklar ist auch (noch), wie lange der Meteorit bereits auf der Erde war, bis er entdeckt wurde.
Allerdings soll der genaue Fundort nicht öffentlich bekannt gegeben werden.
Merkwürdig ist in diesem Zusammenhang folgendes:
Ein frisch gefallener Meteorit sollte eine entsprechende Schmelzkruste haben, ein länger auf der Erde liegender Eisenmeteorit dagegen eine verwitterte Oberfläche haben.
Die glänzende Oberfläche, die bereits dem Finder nach dessen Angabe in situ (im Bach liegend) aufgefallen war, sieht aus wie saubergebürstet. Gerade bei den österreichischen (genauer: Tiroler) Witterungsverhältnissen, und in einem Bach, sollte das Objekt innerhalb weniger Tage Rost ansetzen, so Ludovic Ferrière, Kurator der Meteoritensammlung des Naturhistorischen Museums Wien (NHMV).

## Aufbewahrung
Über den Verbleib des Meteoriten (d. h. der Hauptmasse nach Abtrennung von Analyse-Proben) ist noch nicht entschieden (Stand 4. Mai 2021). Das Naturhistorische Museum Wien (NHMV) hofft natürlich, ihn für seine große Meteoritenausstellung gewinnen zu können.